# ターザン山下
ターザン山下（ターザンやました、8月19日 - ）は、フリーのラジオDJ・クラブDJ、ナレーター、タレント。本名・山下 悟（やました さとる）。イベントや結婚式（ブライダル関連）のMC・司会者なども務める他、放送制作・イベント&ブライダル等のパーティー企画運営を手がける会社・株式会社ターザン堂の代表でもある。

## 来歴
- 兵庫県神戸市兵庫区出身。
- 父親が10人兄弟で、親戚等が集まると100人くらいになるという（FM AICHI 「ハートフルスタイル」より）。
- 兵庫県立兵庫高等学校、同志社大学商学部卒業。高校時代はラグビー部、サッカー部に所属。
- 学生の頃から、新聞配達、家庭教師、塾の講師、バーテンダー、ディスコのDJ、引っ越しスタッフなどのバイトを経験。
- 大学卒業後は就職し、外資系の船会社、税理士の見習い、トラックの運転手、証券マン、不動産会社の営業などの仕事をしていた。また宅地建物取引士で、不動産取引（契約、重要事項説明、資金計算等）の実務経験も豊富という、DJとしては異色の経歴を持っている。

## エピソード
- 「ターザン山下」の名前は、ラジオDJとしてのデビューとなった『ZIP SATURDAY JUNGLE』(ZIP-FM)出演にあたり、番組プロデューサーによって命名された。
- 『ZIP SATURDAY JUNGLE』(ZIP-FM)では、ZIP-FM初のFiera ZIP Cornerからの定期公開生放送を行い、小林克也・DREAMS COME TRUEなどの著名人をゲストに迎え、番組を進行した実績を持つ。また、ターンテーブルを使った曲つなぎなど、リスナーが普段あまり見ることができない生放送の雰囲気やクラブDJのプレイなどを身近で見ることが出来る番組だった。この公開生放送スタイルは、Fiera ZIP Cornerが閉鎖されるまでZIP-FMの土曜日の番組『ZIP SATURDAY JUNGLE』『WHAT'S UP SATURDAY』など(2012年4月現在はSATURDAY GO AROUNDにおいて4半期に1回～2回LACHICなどで公開生放送を実施)に受け継がれただけでなく、その後東海地区において他局が定期公開生放送を実施するきっかけとなった。
- 『ZIP SATURDAY JUNGLE』記念すべき１曲目は、Kool & The Gangの『Jungle Boogie』２曲目はThe Boom『風になりたい』だった。
- 代表を務める株式会社ターザン堂の社名は、『Kiss MUSIC PRESENTER』(Kiss FM KOBE)のコーナー・「はい、こちらターザン堂です」に登場する架空の中古レコード店の名前から命名された。
- 2020年（令和2年）4月1日でラジオDJ歴25周年を迎えた。
- ステテコ隊No.3[1]

## 現在出演中の番組

### ラジオ
- Kiss MUSIC PRESENTER 水・木曜担当　(Kiss FM KOBE)
- 純喫茶山石 (Kiss FM KOBE)　※山石マスターとの２パーソナリティー
- HARIMA BEAT CROSSING(BAN-BANラジオ）※FM GENKIとの2局ネット
- ENERGY FRIDAY !!!　金曜 7:30～11:00 (Kiss FM KOBE 2022年4月1日-)

### テレビ
- ココカラ（J:COM神戸・芦屋）
- テレビショッピング ミオナ シースルーライトBB ナレーション（サンテレビ）

### その他
- avex Cyber Trance DJ (クラブDJ)

## 過去に出演した主な番組

### ラジオ
- 土曜ミミマンボ！2(MBSラジオ)毎週土曜日17時45分～
- ZIP SATURDAY JUNGLE(ZIP-FM)
- ZIP GROOVIN' FRIDAY(ZIP-FM)
- ZIP FUNKY DECORATION(ZIP-FM)
- Kiss J-POP HYPER REQUEST(Kiss FM KOBE)
- Kiss'n LAWSON SUPERDUPER RADIO(Kiss FM KOBE)
- MEGA HITS CONNECTION(Kiss FM KOBE)
- KAREN & TARZAN ONCE A MONTH（Kiss FM KOBE）
- たそがれのA.O.R.(Kiss FM KOBE)
- CLUBation(Kiss FM KOBE)
- パワー・カウントダウンA100(FM AICHI）
- HEARTFUL STYLE(FM AICHI）
- Aim at Wedding!!～HA・NA・YO・ME RADIO～(FM AICHI）
- Eco Ringのコーナー(FM AICHI）
- ターザン山下のラジオDEショー!(FM AICHI）
- ターザン山下の野球やろうぜ!(FM AICHI）
- SUNDAY EXCITING RADIO “CUL-NAVI”(FM-FUJI)
- ニッケレポスレポREPOスタジオ(BAN-BANラジオ）
- REBOOT!!(Kiss FM KOBE)
- KOKO→DOKO!?金曜担当（2016年3月まで）(Kiss FM KOBE)
- SPARKLE FRIDAY（2016年4月から）(Kiss FM KOBE)
- BAR山石 (Kiss FM KOBE)　※山石マスターとの２パーソナリティー
- ミラーボール（Kiss FM KOBE)
- 4SEASONS-ENERGY-　金曜 7:30～11:00 (Kiss FM KOBE 2020年10月2日-2022年3月25日)

### テレビ
- スカイパーフェクTV! ボイス&ナレーション
- 彼女の部屋(関西テレビ) ナレーション
- ナイトinナイト・笑瓶+オセロのV.I.ぴ～(ABC) ナレーション

※2002年5月1日の放送で、コージー冨田をゲストに迎え、神戸を案内した時には、ターザン山下本人も登場し、神戸の小学生たちと「神戸体操」を実演した。
- さりげにゲツキン 火曜コーナー・B級ファイトクラブ(J:COM神戸・三木)
- ファミコン哀歌（エレジー）(J:COM神戸・三木)
- ちょっと一杯(J:COM神戸・芦屋) - 2011年4月からは「さりげに1週間」のコーナーとして
- 深夜のマニアックアワー（サンテレビ）
- 交通ルールをまもりまピョン（サンテレビ）
- ターザン&夏子の朝採りフレッシュ！（サンテレビ）　パートナー：シンガーソングライター近藤夏子

### CMナレーション
- タカラCANチューハイ
- Joshin
- がまかつ
- 兵庫県自動車整備振興会

### その他
- 三遠ネオフェニックス （バスケットボール bjリーグ）オフィシャルDJ(2009年～2013年 東三河地区担当)

など多数。